# Karl Friedrich Schneider (Geigenbauer)

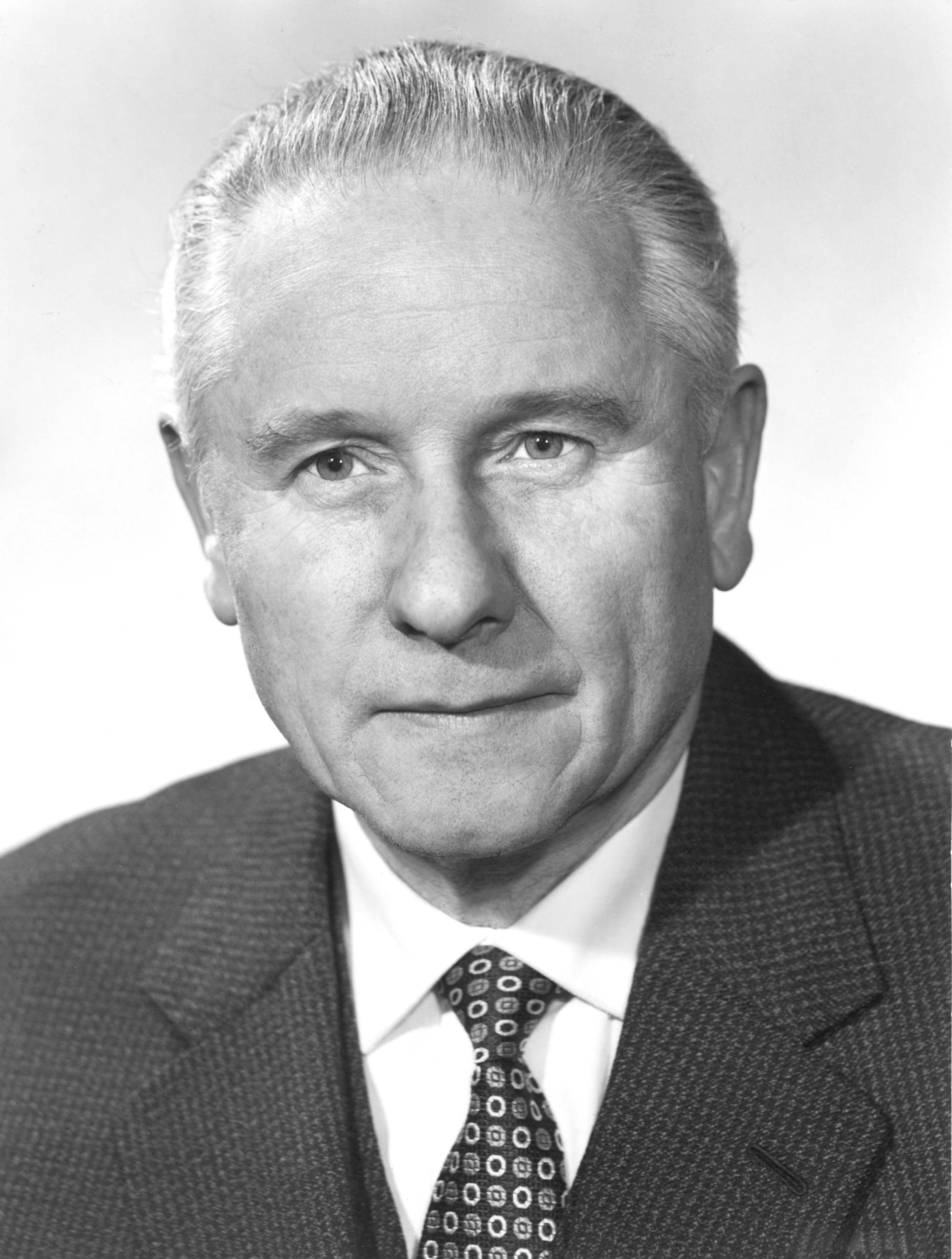
Karl Schneider (1975)

Karl Friedrich Schneider (* 4. August 1905 in Heilbronn; † 26. Juni 1998 in Riehen) war ein Schweizer Geigenbauer und Pionier des Gitarrenbaus.

## Leben
Karl (Friedrich) Schneider wurde 1905 als Sohn des Braumeisters Karl Schneider (1868–1918) aus Öhringen (Württemberg) und der Emilie Schneider-Rüde in Heilbronn (D) geboren. Nach dem frühen Tod seines Vaters kam die Familie nach dem Ersten Weltkrieg nach Lörrach-Stetten in Deutschland. Karl Schneider absolvierte beim Geigen- und Gitarrenbauer Paul Meinel in Basel eine Lehre als Geigenbauer. Bis zum Tod des Meisters 1928 arbeitete er bei Meinel und danach bis 1944 bei dessen Schwiegersohn Hugo Schmitz-Meinel in deren Atelier bzw. Musikhaus.
1931 heiratete er Marie Wenk aus Riehen und gründete mit ihr eine Familie. Nachdem die Nachfrage nach Geigen in den 1930er-Jahren eingebrochen war, begann er Gitarren zu bauen. Er brachte schon vor dem Zweiten Weltkrieg in Basel erste E-Gitarren auf den Markt. 1945 gründete er in Riehen seine eigene Firma und spezialisierte sich auf die Produktion von Gitarren. Die Firma entwickelte sich erfolgreich und lieferte Gitarren in die Musikhäuser der Schweiz und des nahen Auslands. Nach 30 Jahren Tätigkeit übergab er 1975 seinen Betrieb an Schwiegersohn und Tochter und widmete sich wieder dem Geigenbau. Schneider starb 1998 im 93. Altersjahr in Riehen.

## Geigenbau
Nach Abschluss der Lehre bei Paul Meinel baute Karl Schneider in dessen Atelier in Basel bis gegen Ende des Zweiten Weltkriegs ca. 120 Geigen sowie einige Celli hoher Qualität. Daneben restaurierte er Meistergeigen und qualifizierte sich zu einem bedeutenden Geigenbauer der Schweiz. Einige Instrumente sind bis heute in Museen und Sammlungen erhalten.
Ab 1944 spezialisierte sich Schneider auf den Gitarrenbau.
Mit der Weitergabe seines Gewerbebetriebs 1975 kehrte Schneider zum Geigenbau zurück. In seinem kleinen Atelier in Riehen stellte er Geigen und Celli für eine wachsende Kundschaft aus der Region Basel her. Im Alter von 86 Jahren übergab er sein Geschäft 1991 an den jungen Geigenbaumeister Ulrich Heimann, der in Weil am Rhein (D) ein Geigenbauatelier betreibt.

## Gitarrenbau
In der Zeit der Wirtschaftskrise der 1930er-Jahre war Schneider der alleinige Fachmann im Hause Meinel in Basel. Zusammen mit dem Firmeninhaber Hugo Schmitz-Meinel begann er neben den Streichinstrumenten vermehrt Akustik-, Jazz- und Hawaiigitarren nach der Deutschen Bauweise herzustellen und verkaufte diese unter dem Markennamen «Grando» im Musikhaus. Nachdem erste amerikanische E-Gitarren in seine Hände gelangt waren, baute er in den späten 1930er-Jahren selber solche Instrumente. Als Geigenbauer hatte er eine Vorliebe für Archtop-Modelle. Seine Jazzgitarren hatten die frühen Gibson-Modelle aus den USA zum Vorbild. Später entstanden auch erste elektrische Jazz- und Hawaiigitarren in der Form von Solidbodies. Schneiders E-Gitarren aus der Zeit unmittelbar vor und während des Zweiten Weltkriegs gelten als die ersten handelsüblichen E-Gitarren Europas.
Gegen Ende des Krieges erkannte Schneider das Potential, Gitarren in einer gewerblichen Produktion rationell herzustellen. Er gründete 1945 die Firma «K. Schneider Instrumentenbau» in Riehen und entwickelte unter dem eigenen Label «RIO» ein grosses Sortiment hochwertiger Gitarren aller Art. Schneider war innovativ, perfektionierte seine Instrumente und passte sie den Bedürfnissen des Marktes an. So versah er seine RIO-Jazzgitarren mit einer patentierten Metalleinlage im Gitarrenhals, was zu ihrer Langlebigkeit beitrug. Er entwickelte leistungsfähige Single Coil Pickups (Ein-Spulen-Tonabnehmer), welche den ausgeprägten Ton erzeugten, entwarf eigene Stimm-Mechaniken und Tremolos.
Aus dem Einmannbetrieb entwickelte sich rasch ein erfolgreiches Kleinunternehmen, welches in den 1960er-Jahren eine Jahresproduktion von über 1000 Instrumenten erreichte und bis zu 10 Mitarbeitende beschäftigte. Bis 1982 wurden in Riehen schätzungsweise weit über 20‘000 Instrumente gebaut und an den Musikhandel geliefert. Die Produktion wurde 1981 eingestellt und die Firma im Handelsregister gelöscht. Bis heute werden noch «Grando»- und «RIO»-Instrumente von Musikern gespielt, als Vintage Guitars an Auktionen gehandelt und in Museen und Sammlungen ausgestellt bzw. aufbewahrt.

## Instrumente in Sammlungen / Museen
(Auswahl)
- Geige 1931 Geige 1935, SVGB-Lexikon (Lexikon des Schweizer Verbands der Geigenbauer und Bogenmacher) Instrumente: Schneider Karl
- Harfengitarre 1932 Inv. 1999.243, Musikmuseum Basel HMB, Jahresbericht 1999, Basel.
- Gitarre 'Grando', ca. 1938, Inv. 2017.110, Musikmuseum Basel HMB, Jahresbericht 2017, S. 99, Basel.
- E-Hawaii-Gitarre mit Koffer und Kabel ca.1948, Inv. 2015.350, Musikmuseum Basel HMB, Jahresbericht 2015, S. 68,103, Basel.
- E-Jazzgitarre RIO Mod. 260, 1949, Inv. 2009.20.3, Collection musée des musiques populaires, Montluçon (F)
- E-Jazzgitarre mit Koffer ca. 1960, Inv. 2012.394, Musikmuseum Basel HMB, Jahresbericht 2012, S. 137, Basel.